# Plainfield (Connecticut)
Pour les articles homonymes, voir Plainfield.
Plainfield est une ville américaine située dans le comté de Windham au Connecticut.
Plainfield devient une municipalité en 1699. La ville doit son nom à ses collines, moins élevées que celles des localités environnantes.

## Démographie
| 1820  | 1840  | 1850  | 1860  | 1870  | 1880  |
| ----- | ----- | ----- | ----- | ----- | ----- |
| 2 097 | 2 383 | 2 732 | 3 665 | 4 521 | 4 021 |

| 1890  | 1900  | 1910  | 1920  | 1930  | 1940  |
| ----- | ----- | ----- | ----- | ----- | ----- |
| 4 582 | 4 821 | 6 719 | 7 926 | 8 027 | 7 613 |

| 1950  | 1960  | 1970   | 1980   | 1990   | 2000   |
| ----- | ----- | ------ | ------ | ------ | ------ |
| 8 071 | 8 884 | 11 957 | 12 774 | 14 363 | 14 619 |

| 2010   | - | - | - | - | - |
| ------ | - | - | - | - | - |
| 15 405 | - | - | - | - | - |

Selon le recensement de 2010, Plainfield compte 15 405 habitants. La municipalité s'étend sur 42,98 milles carrés (111,32 km2), dont 0,62 milles carrés (1,61 km2) d'étendues d'eau.

## Personnalité
- William Lauriston Howard (1860-1930), officier de marine et explorateur, y est né.